# Stezka Kokoda
Stezka Kokoda (anglicky Kokoda Track nebo Kokoda Trail) je jednostopá komunikace pro pěší, která vede 96 kilometrů přes pohoří Owena Stanleye na Papui Nové Guineji. Od července do listopadu roku 1942, za druhé světové války, se tehdejší stezka stala místem bojů mezi Japonci a Spojenci – především Australany – v tehdejším australském Teritoriu Papua.
Stezka vede z Owers' Corner v Centrální provincii, přibližně 50 kilometrů východně od Port Moresby, přes náročný a izolovaný terén, do vesnice Kokoda v provincii Oro. Dosahuje nadmořské výšky 2490 metrů, když obchází vrchol Mount Bellamy. Stezka prochází převážně územím lidu horských Koiari.
Poválečná stezka vede na některých místech jinudy, než vedla během bojů v roce 1942.

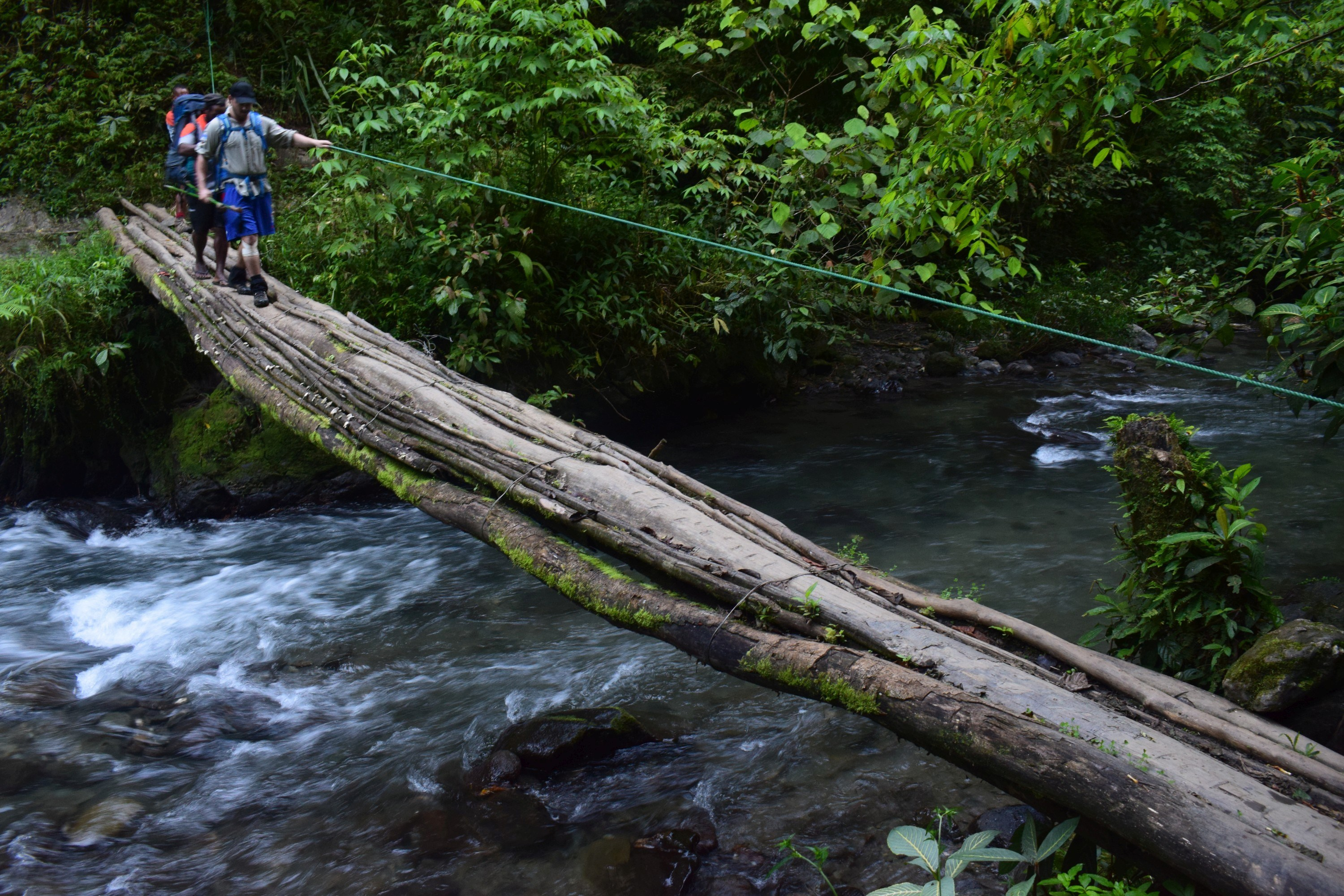
Jeden z mostů na stezce

Horko přes den, studené noci, vysoká vlhkost a přívalové deště spolu s nebezpečím tropických nemocí (jako například malárie) činí tuto cestu nesmírně náročnou. Za normálních okolností zdolání stezky trvá čtyři až dvanáct dní. Nejkratší zaznamenaný čas byl 16 hodin 34 minut uběhnutý na Kokoda Challenge Race v roce 2008.
Za druhé světové války byla stezka nejlepší z mála spojnic mezi severním a jižním pobřežím teritoria Papua (další byly např. stezka Kapa Kapa a Bulldog Track) a to jí dávalo strategický význam. Letiště Kokoda bylo jediné na celé stezce a nacházelo se na západním okraji vesnice Kokoda. Po druhé světové válce byla zřízena další letiště podél stezky: Menari, Kagi, Melei, Efogi a Naduri.